# IC 5269
IC 5269 је спирална галаксија у сазвјежђу Јужна риба која се налази на листи објеката дубоког неба у Индекс каталогу.
Деклинација објекта је - 36° 1' 36" а ректасцензија 22h 57m 43,4s. Привидна величина (магнитуда) објекта IC 5269 износи 12,4 а фотографска магнитуда 13,4. Налази се на удаљености од 26,150 милиона парсека од Сунца. IC 5269 је још познат и под ознакама ESO 406-32, MCG -6-50-17, PGC 70110.